# Jean-Claude Janer
Pour les articles homonymes, voir Janer.
Jean-Claude Janer est un scénariste et réalisateur français.

## Biographie
Diplômé de La Femis (département « Réalisation », promotion 1991), il a été consultant à Los Angeles avant de devenir scénariste. Il réalise son premier long métrage Superlove en 1999. Son second long métrage Les Nuits de Sister Welsh a été présenté au Festival du film de Berlin. Il est également réalisateur de documentaires pour Arte.

## Filmographie
- 1991 : Les Surprises du ver à soie (court métrage)
- 1999 : Superlove
- 1999 : Peau d'homme cœur de bête d'Hélène Angel (scénariste)
- 2003 : Rencontre avec le dragon d'Hélène Angel (scénariste)
- 2010 : Les Nuits de Sister Welsh
- 2011 : Propriété interdite d'Hélène Angel (co-scénariste)